# Peter Purves
Peter Purves (Preston, 10 de fevereiro de 1939) é um ator e apresentador de televisão britânico. Já trabalhou na Barrow-in-Furness e atualmente é considerado como um dos destaques nacionais, com muitas habilidades e sendo um especialista na área de cinema.[carece de fontes?] Foi apresentador do programa infantil Blue Peter. Sua carreira teve início na década de 1960, no Doctor Who. Em 2008, Valerie Singleton revelou que ela tinha tido um "breve relacionamento" com Purves.